# Бромиды

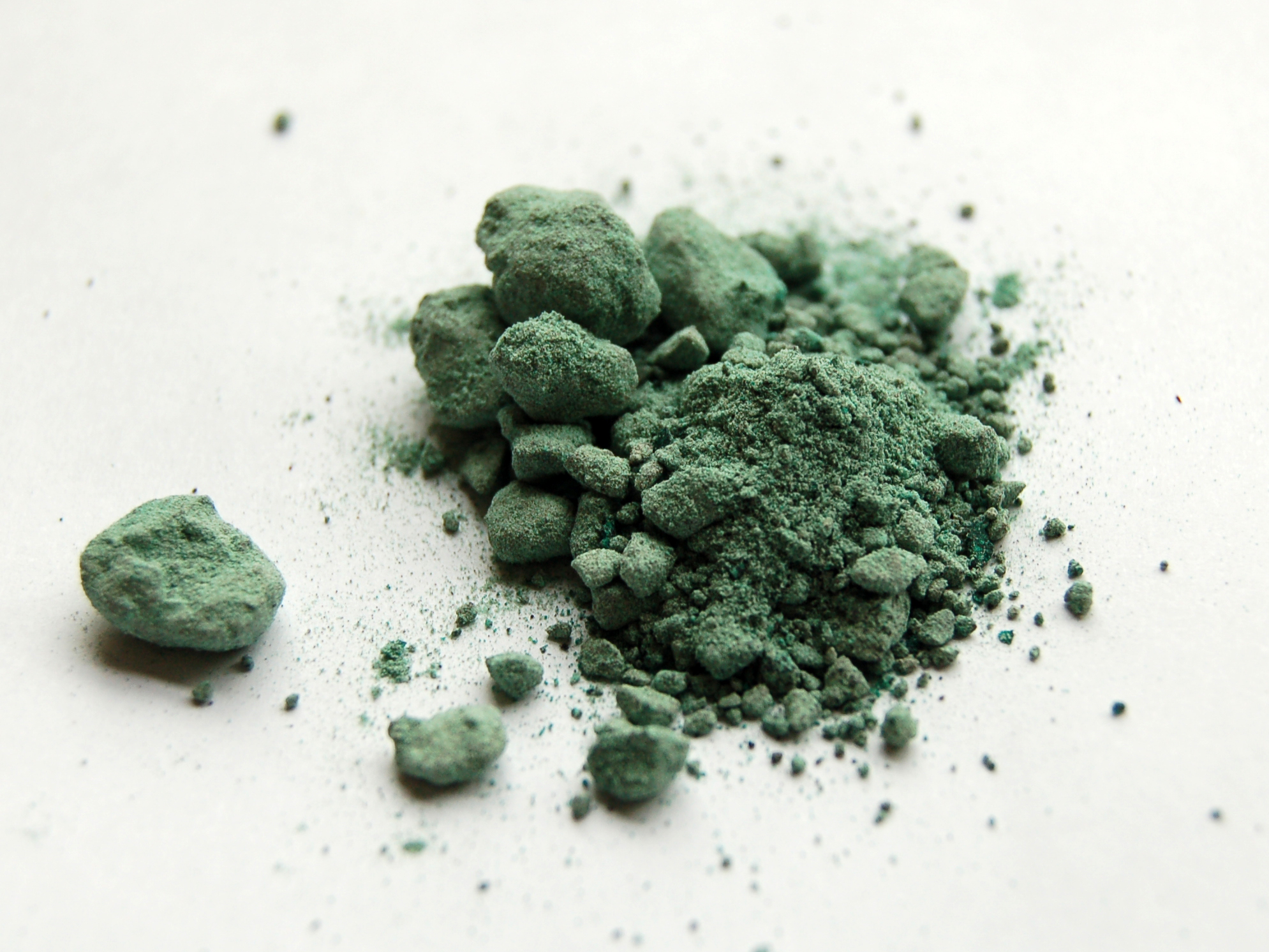
Бромид меди(I)

Броми́ды — химические соединения, соли бромоводородной кислоты HBr. Относятся к галогенидам.

## Нахождение в природе
Бромиды присутствуют в морской воде, в концентрации около 65 мг/л, что составляет порядка 0,2% от массы морской соли. Морепродукты, как правило, содержат повышенную концентрацию бромидов. Особенно много бромидов в морских водорослях, некоторые из которых могут быть источником их промышленного получения.

## Применение

### В медицине
В психиатрии бромид натрия и бромид калия применялись как седативные средства. В настоящее время применение их в целях седации считается устаревшим.
Азоксимера бромид (полиоксидоний) широко используется как иммуностимулятор, однако его эффективность не доказана.

### В технике
- Бромид серебра AgBr применяется в фотографии как светочувствительное вещество.
- Растворы бромидов используются в нефтедобыче.
- Растворы бромидов тяжёлых металлов используются как «тяжёлые жидкости» при обогащении полезных ископаемых методом флотации.

## Другие неорганические комплексные соединения
- Бромид гексаамминкобальта(II)
- Бромид гексаамминникеля(II)
- Бромид трис(этилендиамин)кобальта(III)